# تپه جهانی
تپه جهانی مربوط به عصر مس و سنگ - مفرغ است و در شهرستان دالاهو، بخش مرکز ی، ۲/۵ کیلومتری غرب شهر کرند غرب واقع شده و این اثر در تاریخ ۲۷ اسفند ۱۳۸۶ با شمارهٔ ثبت ۲۲۴۰۵ به‌عنوان یکی از آثار ملی ایران به ثبت رسیده‌است.